# VM i fodbold 2026 (mænd)
|  | Denne artikel indeholder information om en fremtidig sportsbegivenhed Der kan forekomme spekulativ information, og indholdet kan ændres dramatisk når arrangementet nærmer sig og mere information bliver tilgængelig. |

VM i fodbold 2026 bliver den 23. udgave af VM i fodbold. Turneringen organiseres af FIFA, der 13. juni 2018 udpegede USA, Mexico og Canada som arrangører af slutrunden.
Udover disse tre lande havde Marokko afgivet et bud på at afholde slutrunden.

## Udvælgelsen
Udvælgelsen af værtskabet for VM i 2026 blev afgjort på FIFA's 68. kongres afholdt i Moskva 13. juni 2018, umiddelbart inden indledningen af slutrunden for VM i fodbold 2018. Ved udvælgelsen blev der afgivet 200 gyldige stemmer, og fordelingen mellem de to kandidater var følgende (der blev afgivet én blank stemme):
- USA, Mexico og Canada: 134 stemmer (67 %)
- Marokko: 65 stemmer (33 %)

Det blev samtidig afgjort, at der deltager 48 hold ved slutrunden.
Buddet fra de tre nordamerikanske lande går ud på, at størstedelen af kampene spilles i USA (ca. 75 %), mens resten fordeles ligeligt mellem Mexico og Canada.

## Stadioner
VM spilles på følgende 11 stadioner i USA, 2 i Canada og 3 i Mexico:
- Vestlige region
- 1  Los Angeles
- 2  SF Bay Area
- 3  Seattle
- 4  Vancouver
- Centrale region
- 5  Dallas
- 6  Guadalajara
- 7  Houston
- 8  Kansas City
- 9  Mexico City
- 10  Monterrey
- Østlige region
- 11  Atlanta
- 12  Boston
- 13  Miami
- 14  NY/NJ
- 15  Philadelphia
- 16  Toronto

| USA                            | USA       | USA             |
| Stadion                        | Kapacitet | By              |
| ------------------------------ | --------- | --------------- |
| Atlanta Stadium                | 75.000    | Atlanta         |
| Boston Stadium                 | ?         | Foxborough      |
| Dallas Stadium                 | 94.000    | Arlington       |
| Houston Stadium                | 72.000    | Houston         |
| Kansas City Stadium            | ?         | Kansas City     |
| Los Angeles Stadium            | 70.000    | Inglewood       |
| Miami Stadium                  | 65.000    | Miami Gardens   |
| New York/New Jersey Stadium    | 82.500    | East Rutherford |
| Philadelphia Stadium           | 69.000    | Philadelphia    |
| San Francisco Bay Area Stadium | 71.000    | Santa Clara     |
| Seattle Stadium                | 69.000    | Seattle         |
| Canada                         |           |                 |
| Stadion                        | Kapacitet | By              |
| Toronto Stadium                | 45.000    | Tononto         |
| BC Place Vancouver             | 54.000    | Vancouver       |
| Mexico                         |           |                 |
| Stadion                        | Kapacitet | By              |
| Estadio Azteca                 | 83.000    | Mexico City     |
| Estadio Guadalajara            | 48.000    | Zapopan         |
| Dallas Stadium                 | 94.000    | Arlington       |

## Kampdage
De første kampe spilles i Guadalaraja og Mexico City i Mexico, bronzekampen spilles i Miami og finalen i New York/New Jersey.
| Kampprogram | Kampprogram  | Kampprogram             |
| Runde       | Kampdag      | Dato                    |
| ----------- | ------------ | ----------------------- |
| Gruppespil  | Kampdag 1    | 11. –17. juni 2026      |
| Gruppespil  | Kampdag 2    | 18. – 23. juni 2026     |
| Gruppespil  | Kampdag 3    | 24. – 27. juni 2026     |
| Slutspil    | 1/16-finaler | 28. juni – 3. juli 2026 |
| Slutspil    | 1/8-finaler  | 4. –7. juli 2026        |
| Slutspil    | Kvartfinaler | 9. – 11. juli 2026      |
| Slutspil    | Semifinaler  | 14. –15. juli 2026      |
| Slutspil    | Bronzekamp   | 18. juli 2026           |
| Slutspil    | Finale       | 19. juli 2026           |

## Fordelingen af hold
Holdene er fordelt således pr. kontinent:
- Asien: 8 hold + 1 hold i interkontinental playoff
- Afrika: 9 hold + 1 hold i interkontinental playoff
- Nord- og Mellemamerika + Caribien: 6 hold (hvoraf værterne USA, Canada og Mexico sidder på de tre af pladserne)  + 2 hold i interkontinental playoff
- Sydamerika: 6 hold + 1 hold i interkontinental playoff
- Oceanien: 1 hold + 1 hold i interkontinental playoff
- Europa: 16 hold

Den interkontinentale playoff-turnering afvikles som en turnering, hvor de fire lavest rangerede hold spiller semifinaler, men de to sidste hold er direkte i finalen. De to finalevindere kvalificerer sig til slutrunden.

## Kvalificerede hold
Følgende hold er kvalificerede til VM i 2026. De angivne datoer er kvalifikationsdatoen.
| Asien               | Afrika              | N./M.-amerika       | Sydamerika          | Oceanien               | Europa   |
| ------------------- | ------------------- | ------------------- | ------------------- | ---------------------- | -------- |
| Japan (20.03.25)    | Afventer            | USA (værter)        | Afventer            | New Zealand (24.03.25) | Afventer |
| Afventer            | Afventer            | Mexico (værter)     | Afventer            | Evt. playoff-vinder    | Afventer |
| Afventer            | Afventer            | Canada (værter)     | Afventer            |                        | Afventer |
| Afventer            | Afventer            | Afventer            | Afventer            | Afventer               |          |
| Afventer            | Afventer            | Afventer            | Afventer            | Afventer               |          |
| Afventer            | Afventer            | Afventer            | Afventer            | Afventer               |          |
| Afventer            | Afventer            | Evt. playoff-vinder | Afventer            | Afventer               |          |
| Afventer            | Afventer            |                     | Evt. playoff-vinder | Afventer               |          |
| Evt. playoff-vinder | Afventer            |                     | Afventer            |                        |          |
|                     | Evt. playoff-vinder | Afventer            |                     |                        |          |
|                     | Afventer            |                     |                     |                        |          |
| Afventer            |                     |                     |                     |                        |          |
| Afventer            |                     |                     |                     |                        |          |
| Afventer            |                     |                     |                     |                        |          |
| Afventer            |                     |                     |                     |                        |          |
| Afventer            |                     |                     |                     |                        |          |